# Rayan Ghrieb
Rayan Ghrieb, né le 21 avril 1999 à Strasbourg, est un footballeur franco-algérien qui évolue au poste de milieu offensif au FC Magdebourg.

## Carrière
Né en France de parents algériens, Ghrieb possède la double nationalité française et algérienne,. Il connaît plusieurs clubs pendant sa formation, en France l'AS Pierrots Vauban Strasbourg et Schiltigheim, puis en Allemagne Geispolsheim et Offenburger FV. Il débute en senior au CS Sedan en 2017. Il joue ensuite au Mans FC, en réserve, puis signe à Toulon en cours de saison 2018-2019, avec lequel il découvre le championnat National. Il n'arrive cependant pas à s'imposer et repart en Allemagne, à Oberachern en Oberliga, pendant la pandémie de COVID-19, puis revient en France à Schiltigheim, où il réalise une saison 2021-2022 remarquée avec 14 buts en 28 matchs de National 2.
Ghrieb est recruté par Dunkerque, en National, pour la saison 2022-2023. Il marque 14 buts et offre 8 passes décisives en 33 matchs, contribuant largement à la deuxième place et la promotion en Ligue 2 de son club. Il est nommé « Révélation de la saison » par la FFF en fin d'exercice et poursuit avec Dunkerque sa carrière en Ligue 2. Il y marque un doublé lors de son premier match, face à Troyes AC le 5 août 2023, mais perd progressivement ensuite sa place de titulaire.
Le 30 août 2024, il est transféré à l'En avant de Guingamp, toujours en Ligue 2.

## Statistiques
| Saison    | Club          | Championnat | Championnat | Championnat | Coupe(s) nationale(s) | Coupe(s) nationale(s) | Total | Total |
| Saison    | Club          | Division    | M.          | B.          | M.                    | B.                    | M.    | B.    |
| 2022-2023 | USL Dunkerque | National    | 33          | 14          | 3                     | 3                     | 36    | 17    |
| 2023-2024 | USL Dunkerque | Ligue 2     | 26          | 2           | -                     | -                     | 26    | 2     |
| 2024-2025 | EA Guingamp   | Ligue 2     | 14          | 3           | 1                     | 0                     | 15    | 3     |